# Faggiano
Faggiano é uma comuna italiana da região da Puglia, província de Taranto, com cerca de 3.513 habitantes. Estende-se por uma área de 20 km², tendo uma densidade populacional de 176 hab/km². Faz fronteira com Pulsano, Roccaforzata, San Giorgio Ionico, Taranto.

## Demografia
| Variação demográfica do município entre 1861 e 2011                               |
|                                                                                   |
| Fonte: Istituto Nazionale di Statistica (ISTAT) - Elaboração gráfica da Wikipedia |